# World library of folk and primitive music, vol. 3: Scotland
World library of folk and primitive music, vol. 3: Scotland es un recopilatorio de las grabaciones realizadas por Alan Lomax en los años cincuenta en Escocia y relanzado como recopilatorio en 1998, con otros dedicados a los distintos países visitados por Lomax y donde hizo grabaciones de música tradicional y folk, de la serie World library of folk and primitive music, editado en los años cincuenta por Columbia.

## Listado de canciones
1. The Glasgow Police Band. 1:04
2. The Chevaliers' Muster Roll. 00:45. Ewan McColl.
3. The Souters of Selkirk. 00:38. Town Band.
4. Roy's Wife of Aldivalloch. 00:35. Ewan MacColl.
5. My Love Is Like a Red, Red Rose. 1:36. Mrs. McGrath.
6. The Dowie Dens of Yarrow. 2:21. Ewan MacColl
7. O Can Ye Sew Cushions?. 1:37. Isla Cameron.
8. I Am a Little Orphan Girl/I Paula Tee Pau. 1:38. Jackie Mearns.
9. Bressay Lullabye. 1:06. Elizabeth Barclay.
10. The Hen's March to the Midden. 1:06. Tom Anderson/ Willie Johnson .
11. The Bonnie Lass O' Fyvie. 1:44. John Strachan.
12. Glenlogie. 2:17. John Strachan.
13. Portnockie Girl. 00:40. Blanche Wood.
14. Tail Toddle/Wap and Rowe. 1:35. Hamish Henderson.
15. The Laird of Drumblair/The De'il Amang the Tailors. 1:18. Jimmie Shand.
16. Come All Ye Tramps and Hawkers. 1:17. Jimmy MacBeath.
17. Sleepy Toon. 1:41. J.C. Mearns.
18. MacPherson's Lament. 1:28. Jimmy MacBeath.
19. The Tinkler's Waddin. 1:16. John Strachan.
20. Tha Mulad, Tha Mulad. 1:33. Annie Nicholson.
21. Braighe Loch Iall. 1:13. Rena MacLean.
22. Làrach Do Thacaidean. 00:27. Kitty MacLeod.
23. Dili O Idilum/Thoir a Nall Ailean. 00:49. John MacLeod, John MacInnis
24. Till an Crodh, Laochan. 1:22. Kate Nicholson.
25. Thig, a Chuinneag, Thig. 00:50. Annie Johnston.
26. Iomairibh Eutrom Hó Ró. 1:06. Allan MacDonald.
27. Thug Mi Gaol Dhuit. 1:10. Calum Johnston.
28. Fuirich an Diugh. 00:51. Annie Johnston.
29. Héman Dubh Hi Rì Oro. 00:42. Lewis.
30. Hó Na Filibhig Chunnacas Bàta. 00:51. Lewis.
31. Eho Hao Ri Ó. 1:04. Benbecula.
32. Fail Il Éileadh. 1:08. Benbecula.
33. The Reel of Tulloch/Mrs. MacLeod of Raasay. 1:23. Mary Morrison.
34. Hó Ali Ili. 00:48
35. Caberfeidh (Strathspey). 00:49. John Burgess.
36. MacIntosh's Lament. 2:05. John Burgess.
37. Gaelic Psalm. 1:43. Ian Murray.
38. A Phiuthrag's a Phiuthar (Sister O Sister). 1:05. Kitty MacLeod.
39. s Mise Chunnaic an T-Iongnadh. 00:54. Penny Morrison.
40. Clach Mhin Mheallain. 00:54. Calum Johnston.
41. Ig Ig Igein. 00:35. Calum Johnston.
42. Och, a Theàrlaich Òig Stiùbhairt. 1:08. Flora MacNeill.
43. 's Fliuch an Oidhce. 00:52. Kitty MacLeod.
44. Cairistiona. 1:12. Flora MacNeill.